# John Bauer

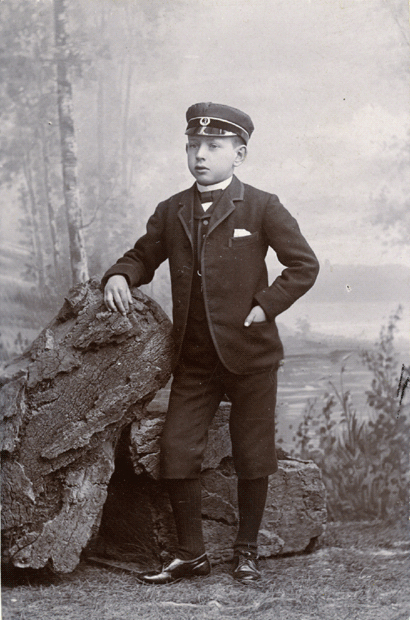
John Bauer cirka 1895.

John Albert Bauer, född 4 juni 1882 i Jönköping, Småland, död 20 november 1918 på Vättern, var en svensk konstnär, målare och illustratör. Han är som mest känd för sina illustrationer till de tidiga upplagorna av Bland tomtar och troll.
Bauer föddes och växte upp i Jönköping. Som sextonåring flyttade han till Stockholm för att studera konst. Han fick sina första jobb som illustratör. På Kungliga akademien för de fria konsterna träffade han sin blivande hustru Esther Ellqvist som också var elev vid akademien. De gifte sig 1906 i Stockholm. 
Tidigt i sin karriär så gjorde Bauer ett antal resor som för alltid kom att prägla hans konst. Han reste till Lappland, Tyskland och Italien. Det mesta av Bauers arbete består av akvareller men han målade också i olja och väggmålningar (fresk). Hans illustrationer har haft och har en djup påverkan på den svenska folkloren och sagoberättandet. 
Vid 36 års ålder omkom John tillsammans med sin hustru Esther Ellqvist-Bauer och deras son Bengt när ångbåten Per Brahe förliste på Vättern utanför Hästholmen.

## Biografi

### De tidiga åren och utbildning
John Bauers mamma Emma Charlotta Wadell (1850–1923) var en mjölnardotter från Habo. 1873 gifte hon sig med Joseph Bauer (1849–1921), bördig från Tyskland. Paret fick fyra barn: Hjalmar, Anna, John och Ernst (”Enne”).
I Jönköping växte John Bauer upp vid Östra torget där hans far drev en framgångsrik charkuterirörelse. Vid Rocksjön hade familjen sitt sommarställe Villa Sjövik, (Idag John Bauers Park) som Bauer återkom till under hela sitt liv.
16 år gammal for Bauer till Stockholm för att utbilda sig till konstnär. Han började på Tekniska skolan (Konstfack) och Althins målarskola. Två år senare blev han antagen som elev vid Kungliga Akademien för de fria konsterna. Han gjorde tillsammans med sin fru Ester studieresor i Tyskland och Italien, till skillnad från majoriteten av hans svenska samtida konstnärer som reste till Paris. 1907 började han att illustrera sagosamlingen Bland tomtar och troll och räknades snart som Sveriges främste sagotecknare.
Han utförde även väggmålningar, bland annat fresken Den helige Martin och tiggaren i Odd Fellows lokal i Nyköping. Han finns representerad på Jönköpings läns museum, Röhsska museet, Nationalmuseum, Göteborgs konstmuseum, Norrköpings Konstmuseum  Nordiska museet,  Föreningsarkivet i Sydvästra Götaland, Jamtli,  Litografiska museet och Malmö museer.

### Lapplandsresan
15 juli 1905 reste John Bauer till Lappland. Uppdraget var att illustrera det praktverk om Lappland som bokförläggaren Carl Adam Victor Lundholm hade bestämt sig för att göra. Bauer var yngst av de illustratörer som var engagerade i arbetet. Han tillbringade en månad i Abisko och försökte få kontakt med samerna och jobbade med pennteckningar och akvareller. Han lade mycket tid på att skissa detaljer ur redskap, dräkter och föremål. Detaljerna återkommer i hans sagoillustrationer. Under resan fotograferade han flitigt. Dessa foton använde han sedan som förlagor till sina illustrationer.
Lapplandsresan lämnade ett bestående intryck hos Bauer och den återkom ständigt i hans konst i form av folkloristiska drag. Ren- och vargskinn återkommer i trollens klädnad, liksom detaljer i luvorna, pjäxorna och de breda bältena med krumma knivar som trollen bär.

### Uppvaktning och giftermål

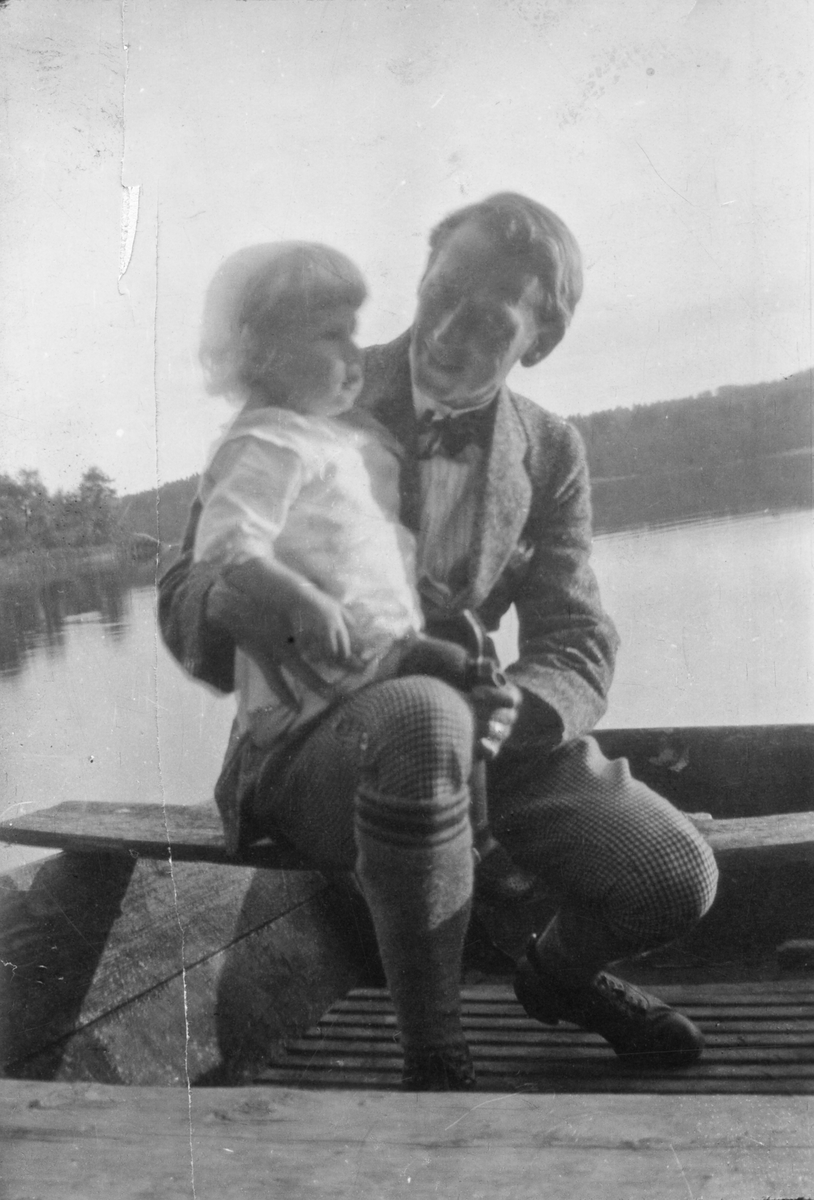
John Bauer tillsammans med sonen Bengt ("Putte") 1917. Fotograf är troligen Esther Bauer.

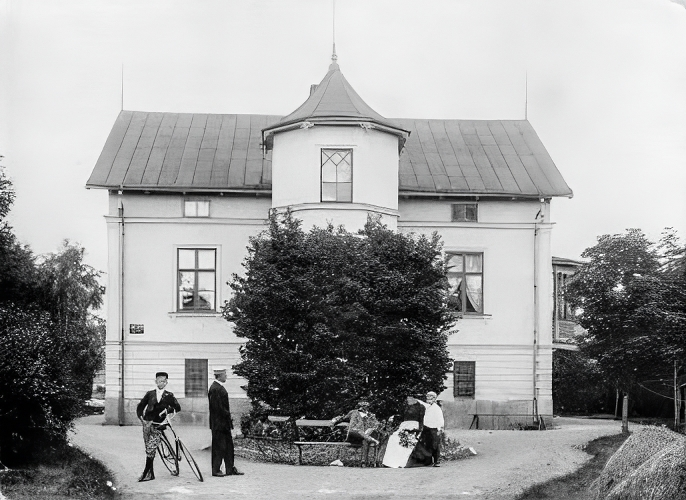
Familjen Bauers sommarställe Villa Sjövik vid Rocksjön i Jönköping.

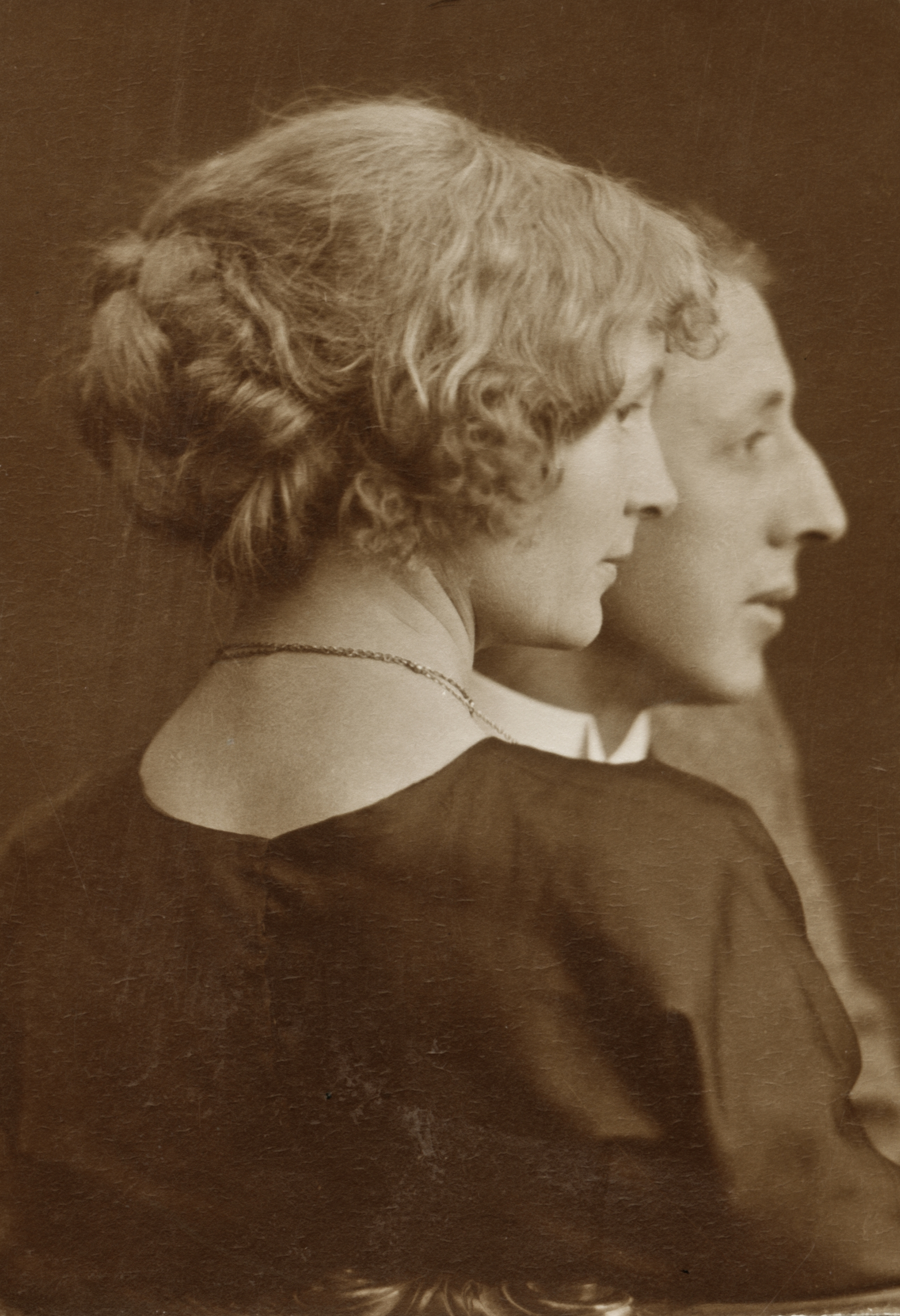
Ester Ellqvist och John Bauer

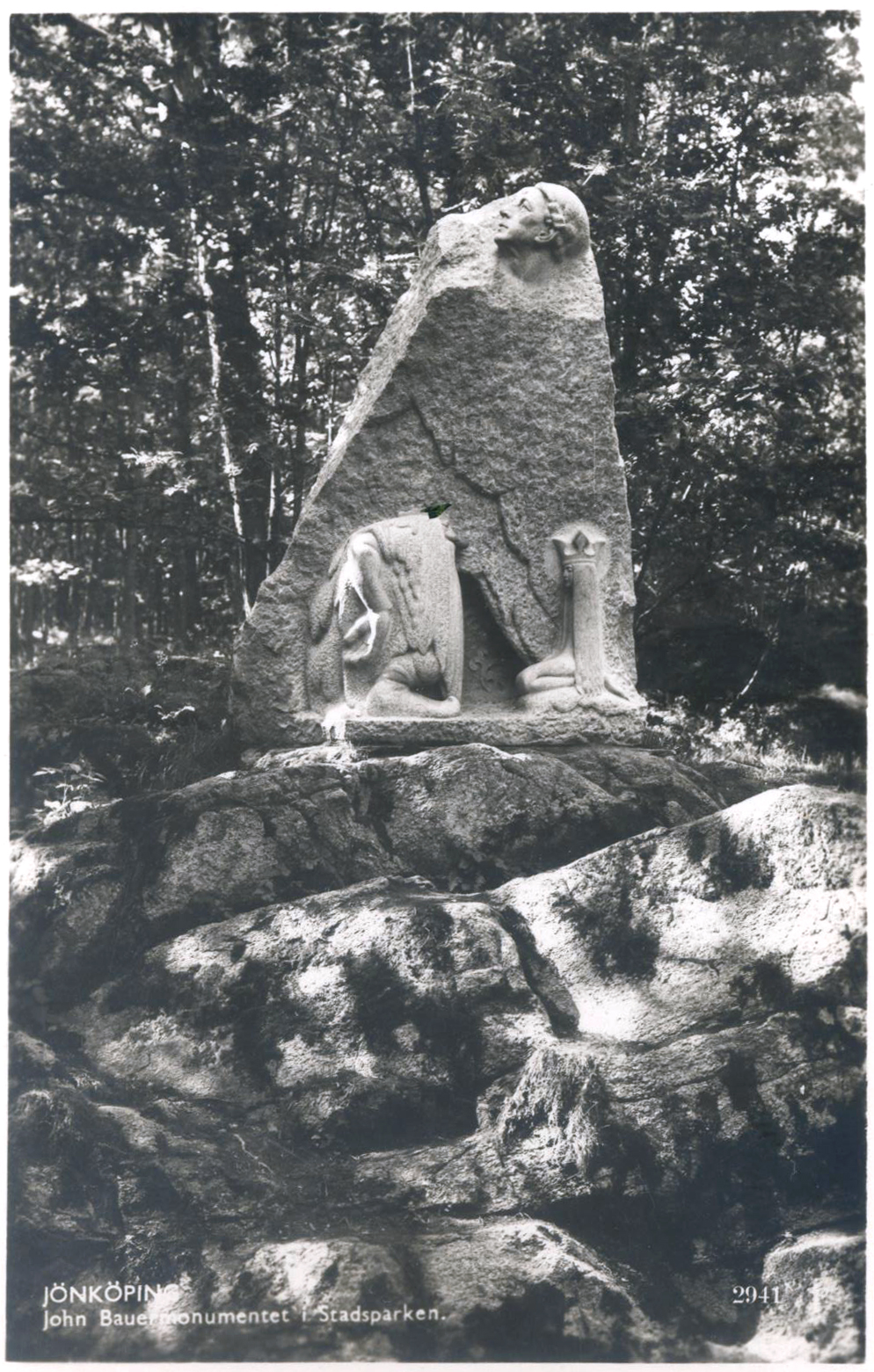
John Bauer monumentet i Jönköping

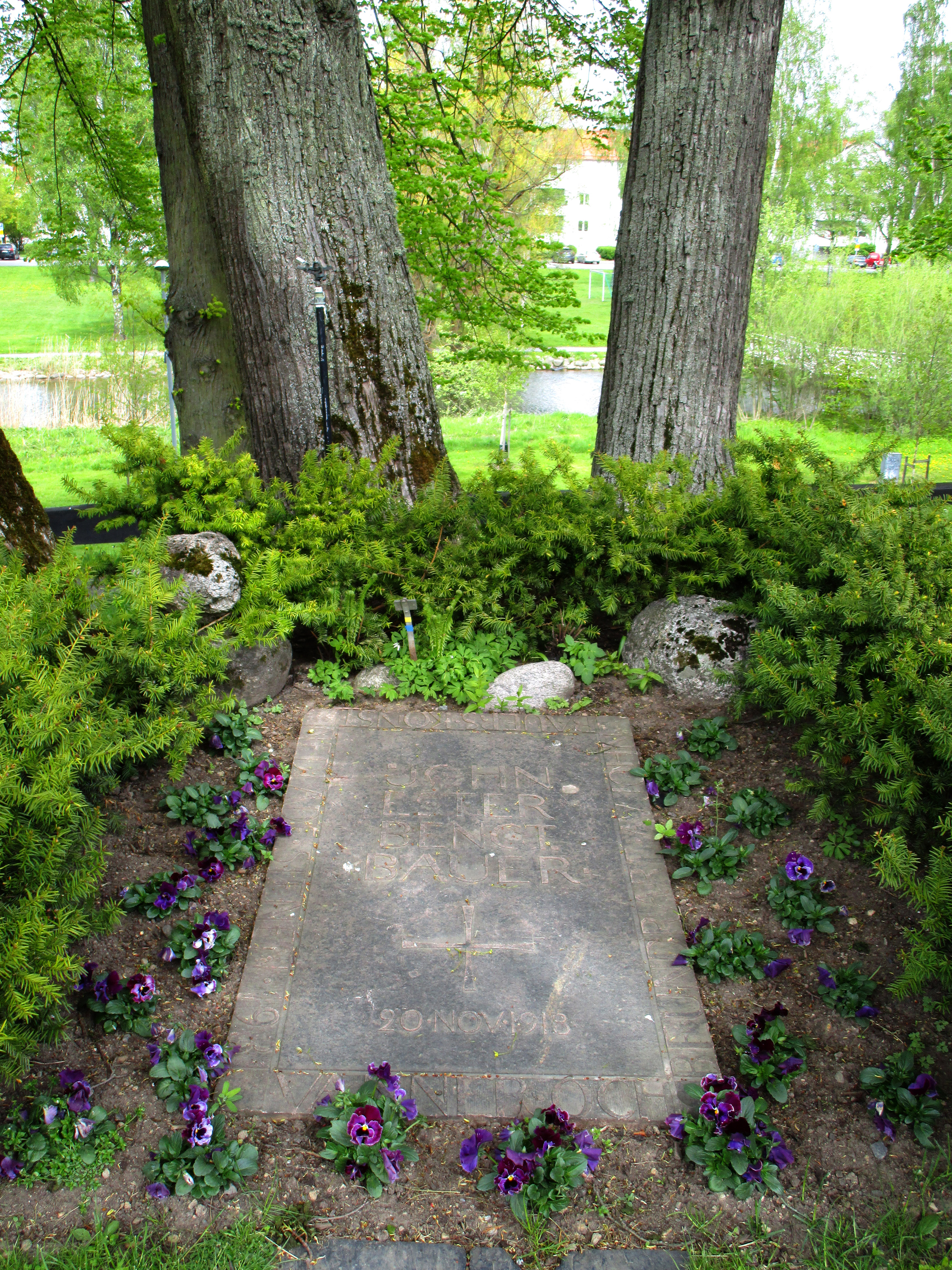
John, Ester och Bengt Bauers grav i Jönköping.

John Bauer träffade Ester Ellqvist på Konstakademien där de båda började studera höstterminen 1900. Deras kärleksförbindelse verkar ha tagit form i början av 1902. Relationen präglades av stark passion som rymde stark kärlek men också mycket svartsjuka och ambivalens. Den 18 november 1906 var det lysning för paret Bauer-Ellqvist och de gifte sig den 18 december samma år.
Vid flytten från Bunn i Småland drunknade John Bauer 36 år gammal med sin maka Ester Ellqvist och deras treårige son Bengt, kallad Putte, då ångaren Per Brahe förliste under en höststorm på Vättern utanför Hästholmen 1918. Fyra år senare bärgades Per Brahe och familjen Bauer begravdes på Östra kyrkogården i Jönköping.

## Eftermäle
I samband med Bauers 100-årsdag 1982 gav Postverket ut en serie om fyra och 1997 en serie om tre frimärken med motiv ur Bland tomtar och troll.
I Statens porträttsamling på Gripsholms slott återfinns ett huvud i brons föreställande Bauer utfört av konstnären Karl Hultström.
Jönköpings läns museum har den största samlingen efter John och Ester Bauer. Den rymmer skisser, konstverk, brev och fotografier. 2018 invigdes den nya basutställningen Följa John där museets yngre besökare får ta del av Johns, Esters och Puttes liv.

## Galleri

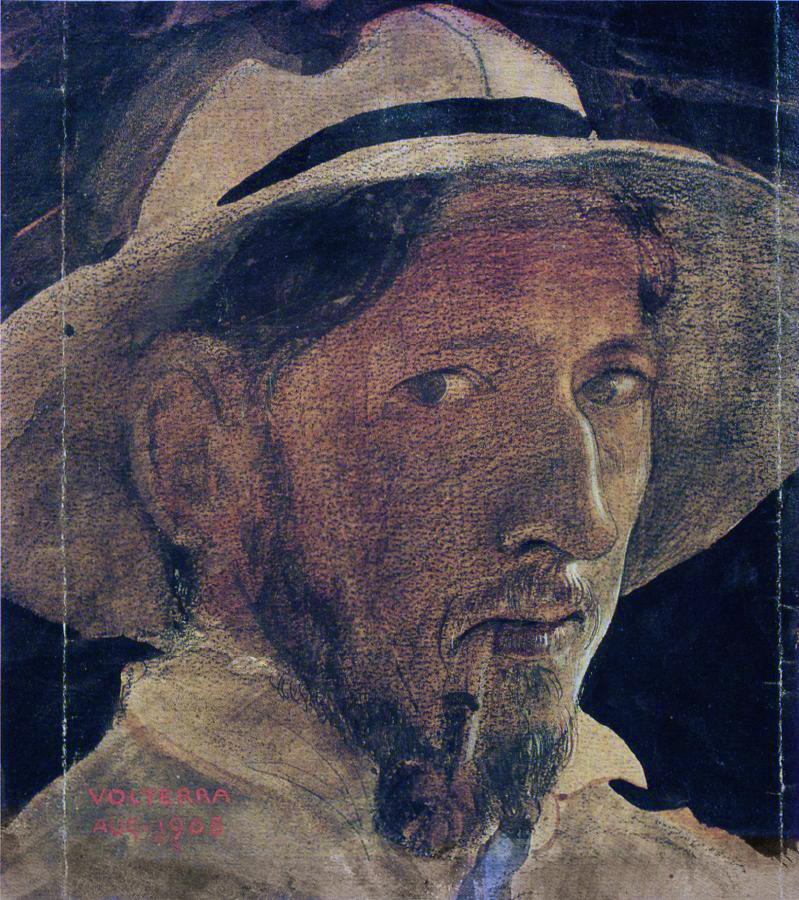
Självporträtt (Volterra 1908)
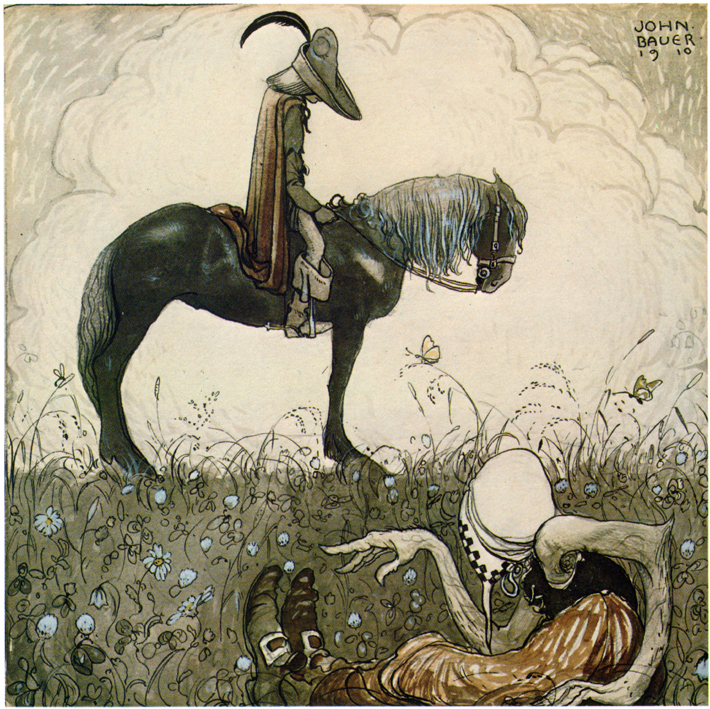
Trollritten (1910)
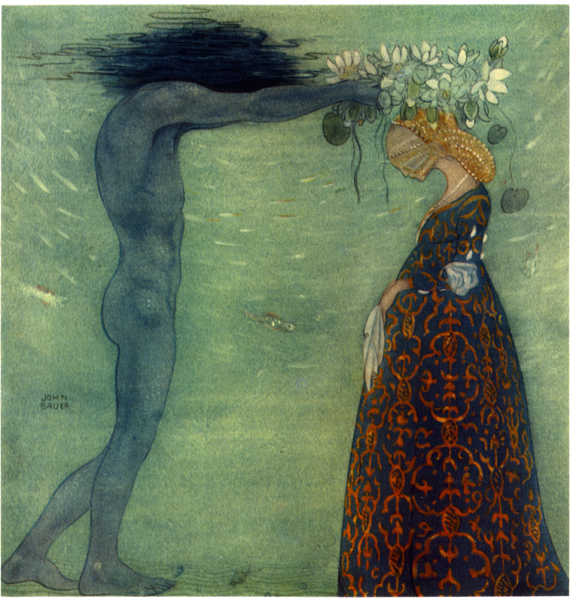
Sjökungens drottning (1911)
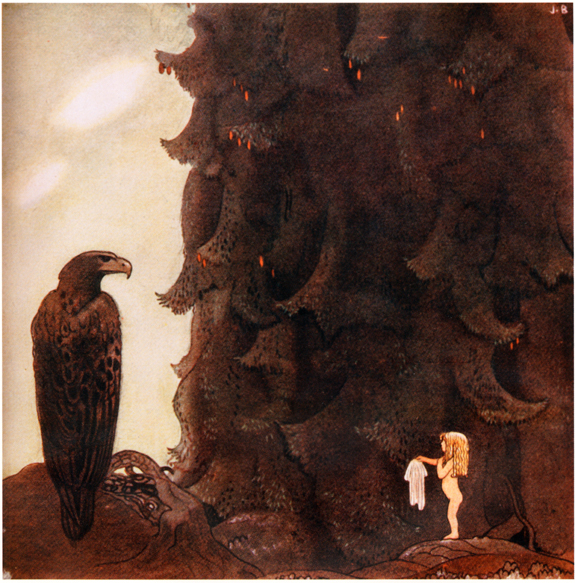
Här har du allt, som återstår av mina kläder (1912)
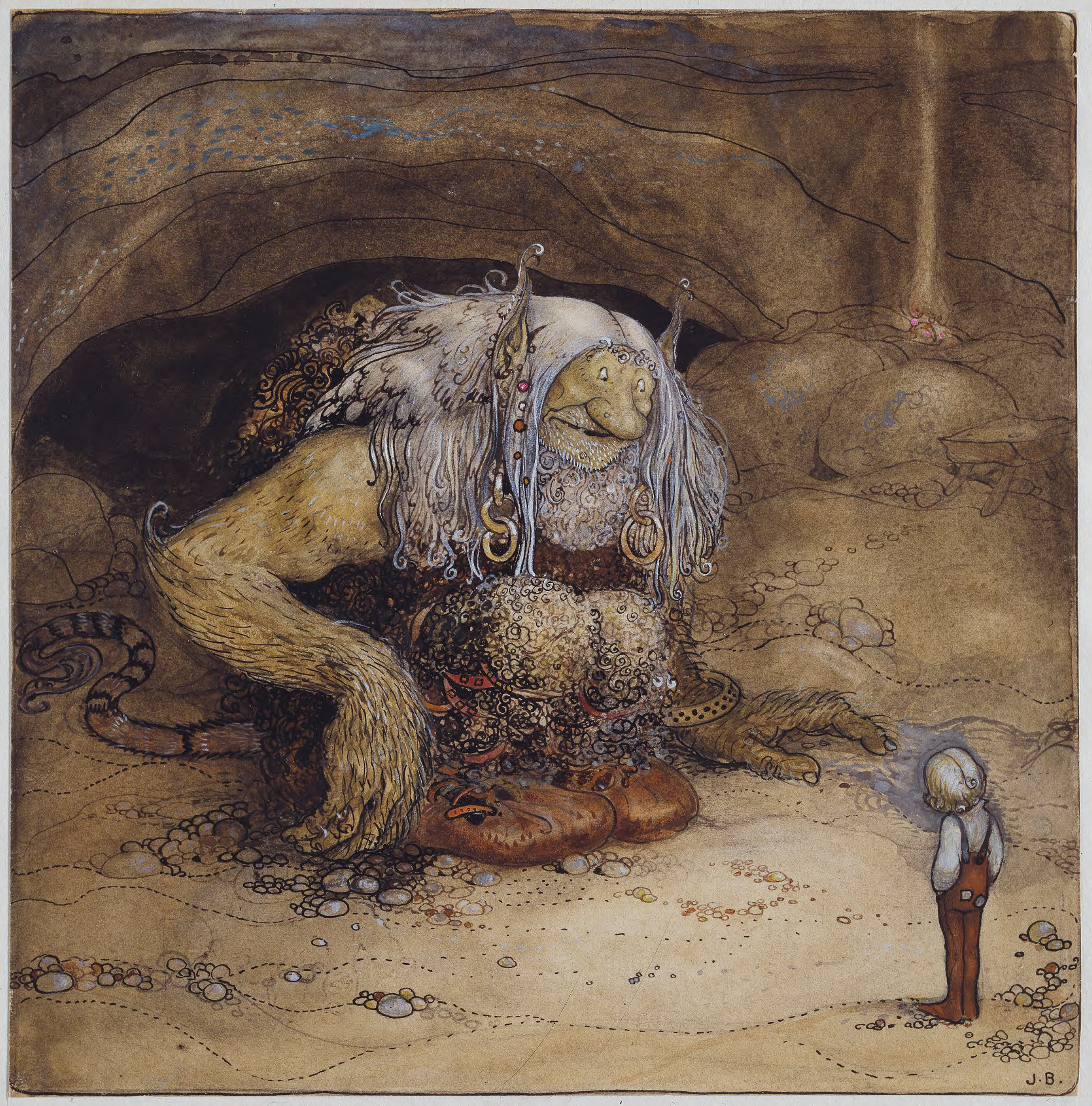
Nej, sicken liten puttefnasker! ropade trollet (1912)
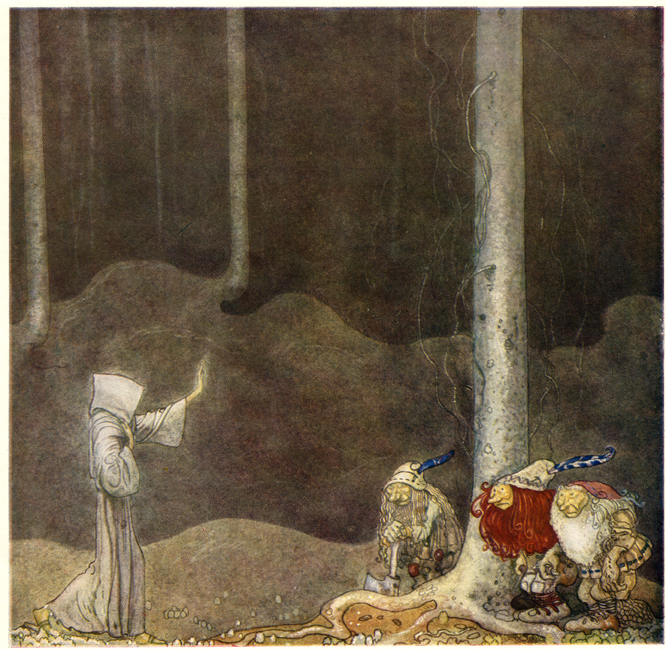
Broder Martin (1913)
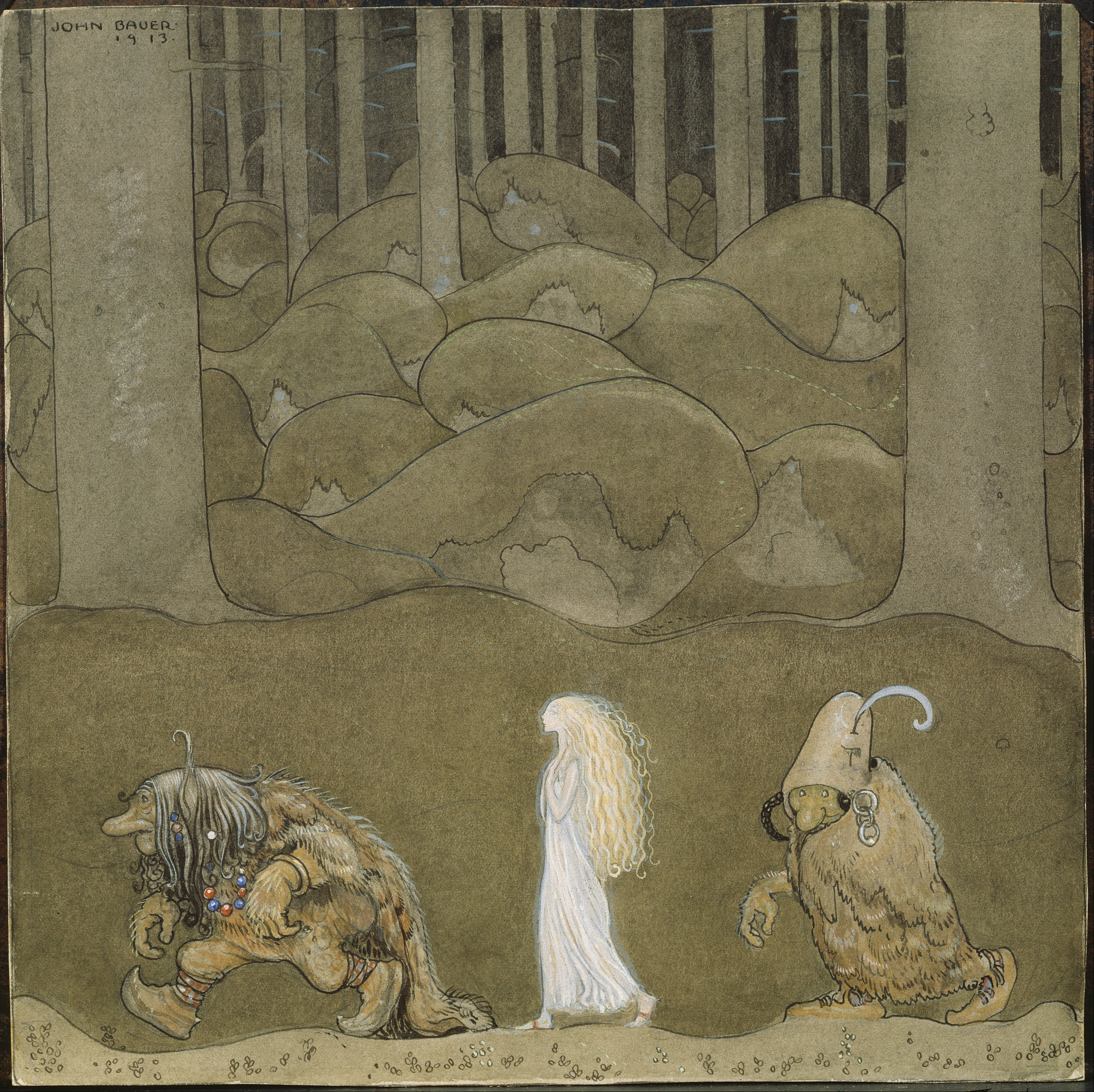
Prinsessan och trollen (1913)
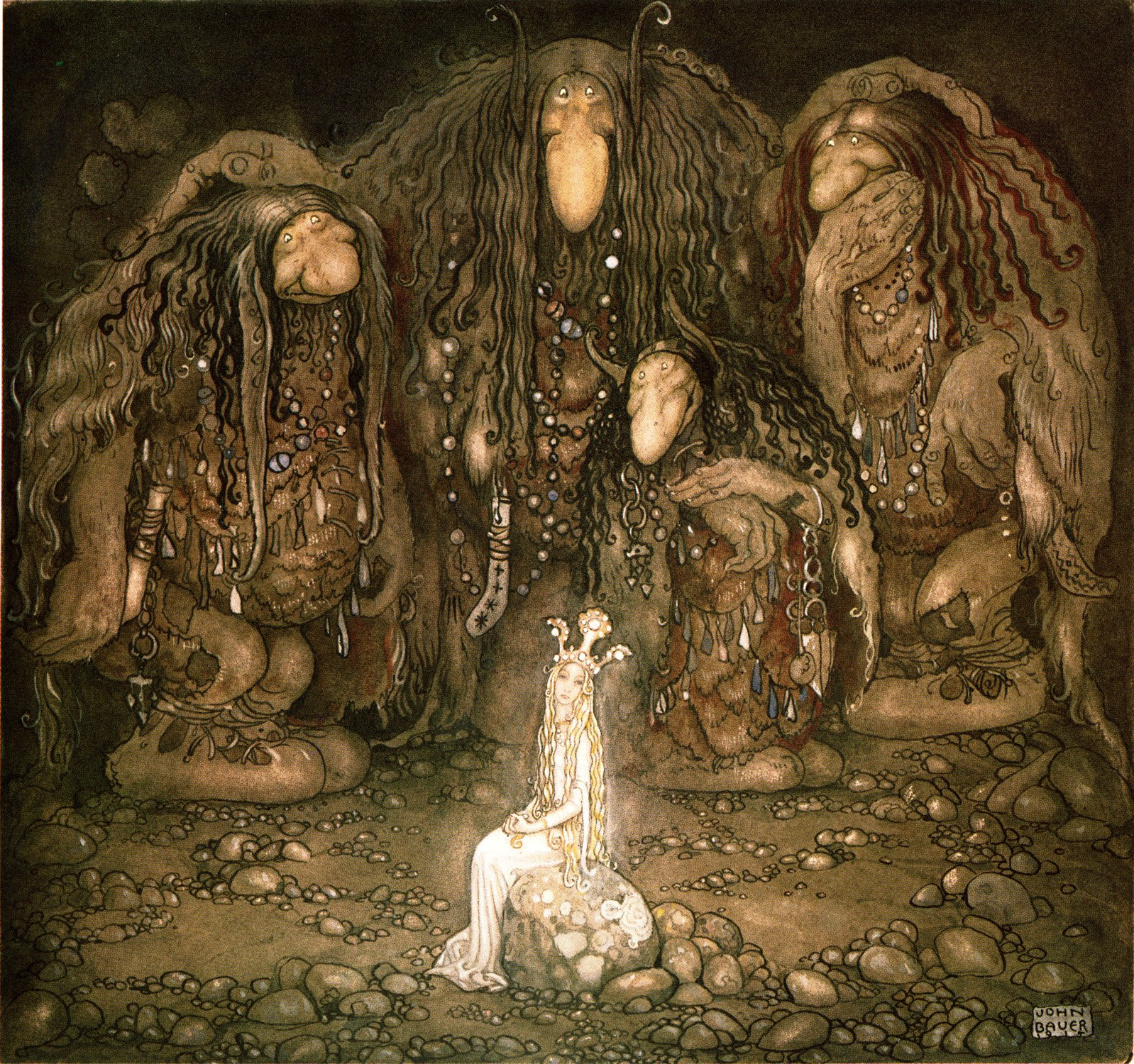
Troll och Tuvstarr, målade av Bauer år 1915.
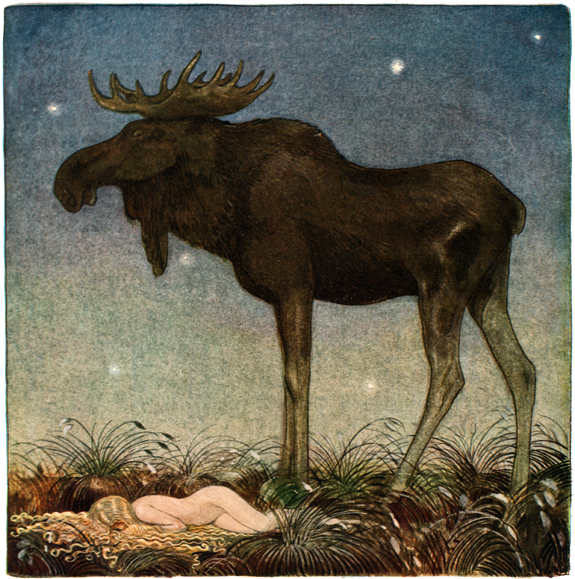
Skutt vid Tuvstarr (1913)
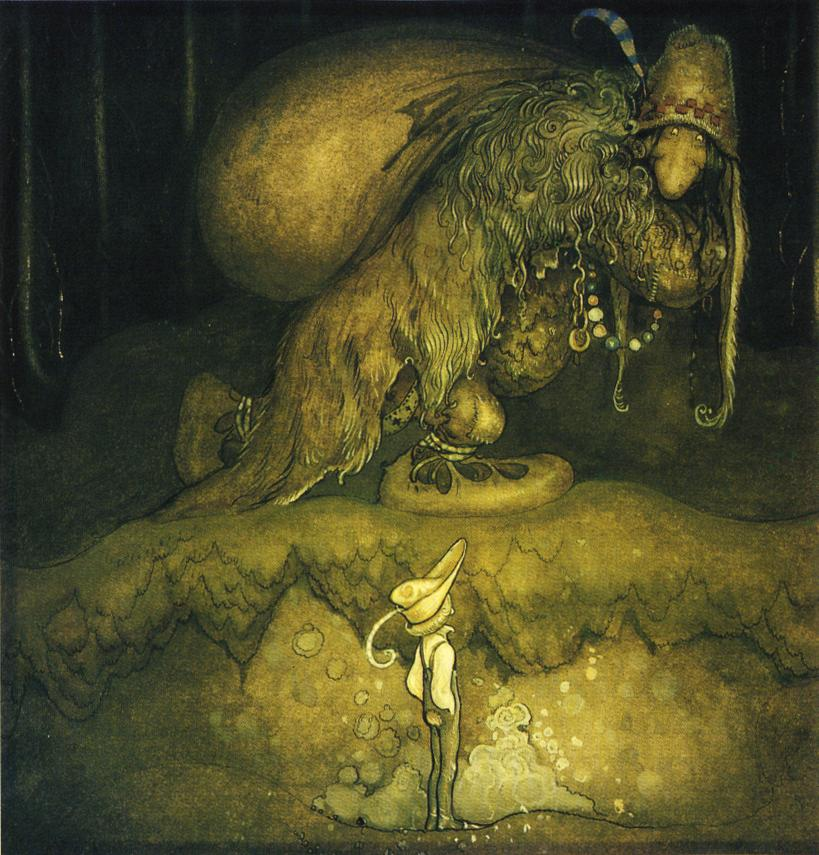
God kväll, farbror! hälsade pojken (1915)
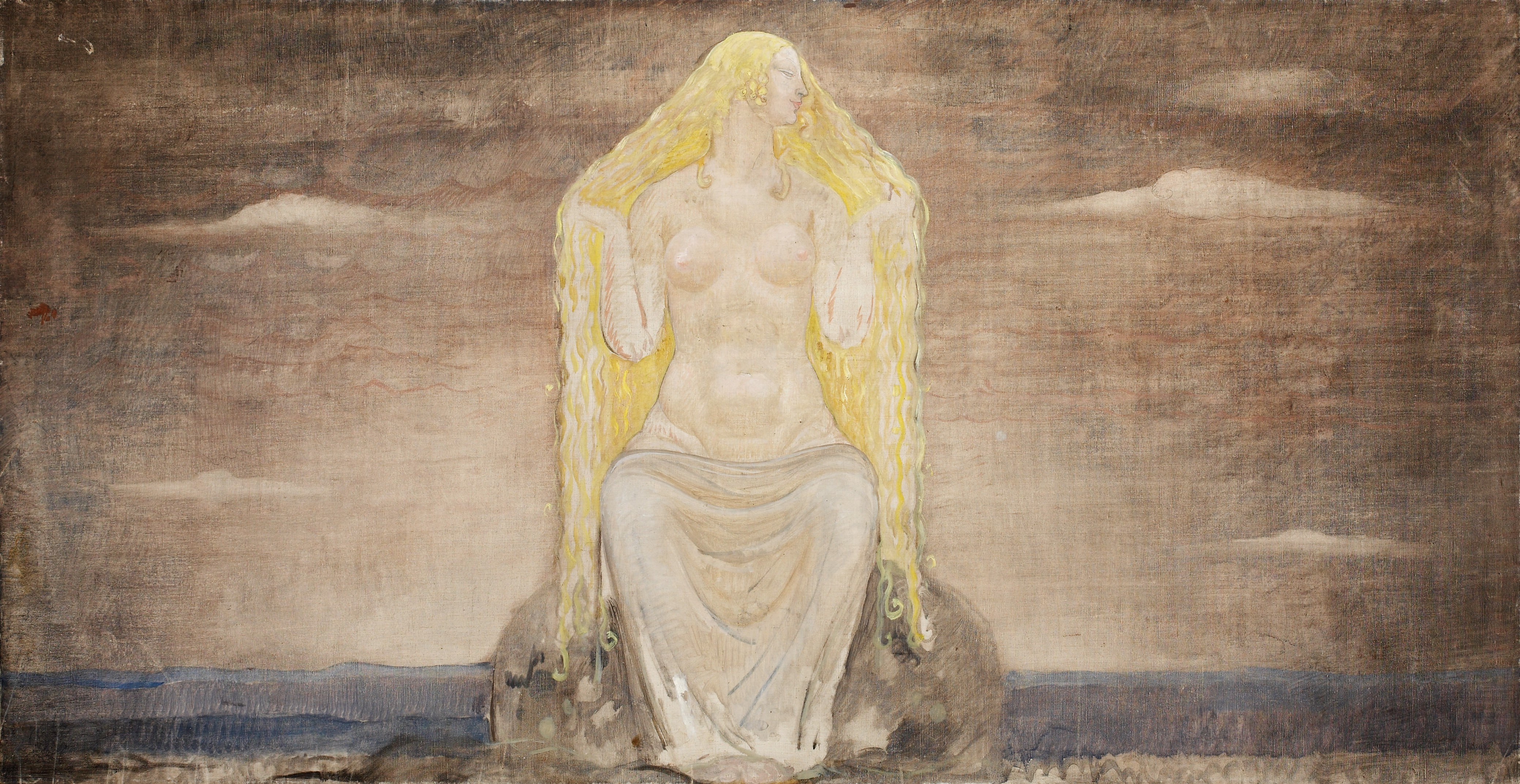
Freja (1917)